# Sci alpino ai IV Giochi olimpici giovanili invernali
Le gare di sci alpino ai IV Giochi olimpici giovanili invernali del Gangwon si sono tenute all'High1 Resort, nella contea di Jeongseon dal 21 al 26 gennaio 2024. Le gare in programma sono nove: supergigante, slalom gigante, slalom speciale e supercombinata sia ragazzi che ragazze e slalom parallelo a squadre miste.

## Podi

### Ragazzi
| Evento          | Oro                | Tempo   | Argento             | Tempo   | Bronzo             | Tempo   |
| Supergigante    | Benno Brandis      | 54"42   | Asaja Sturm         | 54"43   | Andrej Barnas      | 54"78   |
| Slalom gigante  | Nash Hout-Marchand | 1'34"37 | Zak Carrick-Smith   | 1'35"30 | Florian Neumayer   | 1'35"37 |
| Slalom speciale | Zak Carrick-Smith  | 1'38"61 | Elliot Westlund     | 1'38"66 | Nash Hout-Marchand | 1'38"87 |
| Supercombinata  | Zak Carrick-Smith  | 1'49"46 | Alexander Ax Swartz | 1'49"59 | Liam Liljenborg    | 1'50"30 |

### Ragazze
| Evento          | Oro             | Tempo   | Argento              | Tempo   | Bronzo           | Tempo   |
| Supergigante    | Camilla Vanni   | 53"54   | Eva Schachner        | 53"61   | Shaienne Zehnder | 53"75   |
| Slalom gigante  | Giorgia Collomb | 1'41"10 | Shaienne Zehnder     | 1'41"21 | Astrid Hedin     | 1'42"13 |
| Slalom speciale | Maja Waroschitz | 1'37"49 | Charlotte Grandinger | 1'38"08 | Giorgia Collomb  | 1'38"46 |
| Supercombinata  | Maja Waroschitz | 1'47"96 | Giorgia Collomb      | 1'48"36 | Romy Ertl        | 1'48"82 |

### Misti
| Evento                     | Oro                                      | Argento                             | Bronzo                                 |
| Slalom parallelo a squadre | Austria Maja Waroschitz Florian Neumayer | Svezia Astrid Hedin Elliot Westlund | Finlandia Amelie Bjorksten Altti Pyrro |